# Posteggiatore abusivo
Posteggiatore abusivo è un album del cantautore italiano Enzo Gragnaniello, pubblicato nel 1997.

## Tracce
1. Scetate – 3:49
2. Vierno – 3:34
3. Sciummo – 3:30
4. Catarì – 2:27
5. Scalinatella – 2:59
6. Core 'ngrato – 3:11
7. Giuramento – 4:18
8. Tu ca nun chiagne – 2:30
9. Chiove – 3:19
10. Canzone appassiunata – 3:11
11. Voce 'e notte – 2:57
12. Silenzio cantatore – 3:30